# British Motor Corporation
British Motor Corporation (BMC) foi uma empresa britânica formada a partir da fusão da Austin Motor Company e a Nuffield Organisation (controladora da Morris, MG, Riley e Wolseley) em 1952.

## Modelos da BMC

### Modelos "herdados"

#### Austin
- Austin A125 Sheerline 1947-1954
- Austin A135 Princess 1947-1956
- Austin A40 Sports 1950-1953
- Austin A70 Hereford 1950-1954
- Austin A30 1951-1956
- Austin A40 Devon 1947-1952
- Morris Sherpa

#### MG
- MG TD 1949-1953
- MG Y 1947-1953

#### Morris
- Morris Minor 1948-1971
- Morris Oxford (Series MO) 1948-1954
- Morris Six 1948-1953

#### Riley
- Riley RM series 1945-1955

#### Wolseley
- Wolseley 4/50 1948-1953
- Wolseley 6/80 1948-1954
- Wolseley Oxford Taxi 1947-1955

### Modelos desenvolvidos pela BMC

#### Austin
- Austin A40 Somerset 1952-1954
- Austin A40 Cambridge 1954-1958
- Austin A90 Westminster 1954-1968
- Austin Metropolitan 1954-1961
- Austin A35 1956-1959
- Austin Princess IV 1956-1959
- Austin A40 Farina 1958-1967
- Austin A55 Cambridge 1959-1969
- Austin Mini 1959-1989
- Austin 1100/1300 1963-1974
- Austin 1800 1964-1975
- Austin 3-Litre 1967-1971

#### Austin-Healey
- Austin-Healey 100 1953-1959
- Austin-Healey 3000 1959-1968
- Austin-Healey Sprite 1958-1971

#### MG
- MG A 1955-1962
- MG Magnette ZA/ZB 1953-1956
- MG Magnette Mk III/Mk IV 1959-1968
- MG Midget 1961-1974
- MGB 1962-1980
- MG 1100/1300 1962-1973
- MGC 1967-1969

#### Morris
- Morris Oxford 1954-1971
- Morris Cowley 1954-1959
- Morris Isis 1955-1958
- Morris Mini-Minor 1959-2000
- Morris 1100/1300 1963-1974
- Morris 1800 1964-1975

#### Riley
- Riley Pathfinder 1953-1957
- Riley 2.6 1958-1959
- Riley 1.5 1957-1965
- Riley 4/68 1959-1961
- Riley 4/72 1961-1969
- Riley Elf 1961-1969
- Riley Kestrel 1965-1969

#### Vanden Plas
- Vanden Plas 3 litre 1959-1964
- Vanden Plas 1100/1300 1963-1974
- Vanden Plas Princess 4 litre R 1964-1968

#### Wolseley
- Wolseley 4/44 1952-1956
- Wolseley 6/90 1954-1959
- Wolseley 15/50 1956-1958
- Wolseley 1500 1957-1965
- Wolseley 15/60 1958-1961
- Wolseley 16/60 1961-1971
- Wolseley 6/99 1959-1961
- Wolseley 6/110 1961-1968
- Wolseley Hornet 1961-1969
- Wolsleley 1100/1300 1965-1973
- Wolseley 18/85 1967-1972